# Metro Ligeiro de Macau
Metro Ligeiro de Macau (em chinês tradicional, 澳門輕軌系統; em inglês, Macau Light Rail Transit ou Macau LRT) é o primeiro projecto de transporte sobre carris em Macau.

## Historial do Estudo do Sistema de Metro Ligeiro

### Introdução
O Sistema de Metro Ligeiro é o primeiro projecto de transporte sobre carris em Macau, sendo posicionado para proporcionar um serviço de transporte colectivo conveniente, ecológico, fiável e confortável aos residentes e turistas. Através duma conjugação com os autocarros, os táxis e o sistema pedonal, será constituída uma rede de transportes públicos com a complementaridade entre eles e as ligações directas, no sentido de atrair mais pessoas deslocarem-se de transportes públicos, reduzindo a utilização dos veículos privados, atingindo o objectivo de melhorar o ambiente de mobilidade em geral.
Por outro lado, Depois de estabelecer «Linhas Gerais do Planeamento para a Reforma e Desenvolvimento da Região do Delta do Rio das Pérolas», a evolução do processo de integração regional do Delta do Rio de Pérolas tem-se acelerado, a rede de transportes em carris na região está a implementar com muita rapidez, e em termos de infra-estruturas de trânsito tornam-se mais evidentes as exigências de desenvolvimento da futura integração regional, estabelecimento do círculo urbano de Guandong, Hong Kong e Macau e do círculo da qualidade de vida. Nu futuro, através da articulação das infra-estruturas de trânsito, poderá reforçar os contactos entre as cidades da região, favorecendo a cooperação cada vez mais estreita entre Guandong, Hong Kong e Macau.

### Estudo prévio de 2003
Sendo as principais políticas de transporte do Governo da RAEM, aumentar a qualidade de vida e fornecer o sistema de transporte que pode dar apoio efectivo ao desenvolvimento sutentável. Já em 2002, o Chefe do Executivo da RAEM Edmund Ho propôs-se no Relatório das Linhas de Acção Governativa ao: conceito de introduzir um novo sistema de transporte público com vista a resolver os problemas de trânsito urbano, em 2002, o Governo contratou a MTRC de Hong Kong para realizar um estudo prévio para o sistema de transportes em carris urbano de Macau.
Em Fevereiro de 2003, o Governo da RAEM deu início oficialmente ao trabalho de estudo para a implementação do sistema de metro ligeiro, e definiu no primeiro relatório do estudo de viabilidade o objectivo e as necessidades de implementar o sistema de transportes em carris de Macau, no qual foi proposta a adopção do sistema de metro ligeiro. O relatório analisou também os corredores com concepção baseado em zona de serviços residenciais, zona comerciais e zona turística. Na sequente consulta pública em larga escala, os cidadãos deram um monte de pontos de vista.

### Estudo de Viabilidade de 2005
Com base na ténica de carris derivada do estudo prévio, e na opiniões e sugestões recolhidas de públicos, o Governo da RAEM iniciou um estudo de viabilidade mais aprofundado sobre o sistema de metro ligeiro. Este relatório do estudo indica o alvo do sistema de metro ligeiro, e analisa rotas possíveis de serviços que cobrem península de Macau, zona de Cotai e ilha de Taipa. Foram três programs iniciais de três rotas de comprimento de 27 quilómetros, com 29 estações ao longo do traçado.

### Estudo Consolidado de 2006
Em 2006, o Governo da RAEM procedeu-se ao estudo aprofundado do sistema de metro ligeiro de Macau, visando estudar profundamente características no âmbito de serviços e rotas prévias resultantes do relatório anterior. O passado «Estudo aprofundado do sistema de metro ligeiro de Macau» do Governo, defendiu que o sistema de metro ligeiro com alinhamento elevado do litoral foi a concepção mais apropriada, e foi proposta a adopção de um sistema de metro ligeiro movido com duplos carris e de dois sentidos, sendo o comprimento do traçado de 22 quilómetros e tendo 29 estações.
As estações enfatizam as instalações de portas automáticas de protecção no cais de embarque, escadas rolantes, elevadores, luz naturais, ventilação, acesso sem barreiras arquitectónicas.Durante a consulta pública com duração de quatro meses, o Governo recolheu, arrumou e analisou as opiniões de públicos, comunidades e empresas, algumas autoridades e cidadãos consideram que as estações são demais , e não serve para as áreas residenciais de alta densidade.

### Estudo Optimizado de 2007
Como após a vasta e profunda avaliação técnica, e tendo em consideração das opiniões resultantes de consulta, o Governo da RAEM publicou em Julho de 2007« Estudo do Projecto de Optimização de 2007», o primeiro projecto optimizado de metro ligeiro, sendo o comprimento de 20 quilómetros, que abrangem os novos postos de migração, zona de residências de alta densidade e alguns destinos turísticos. A península de Macau terá 12 estações, ligando a estação das Portas do Cerco e a estação da Barra. A Taipa e Cotai terão 11 estações, ligando a estação da Ponte Sai Van e a estação do Terminal Marítimo de passageiros do Pac On, 23 estações.
O sistema de metro ligeiro proposto consiste num modelo automático, é composto pela cadência de comboios com rodas com pneus de borracha e movido no alinhamento elevado do litoral, de 3 a 6 minutos. O sitema é adoptado o concepção de poupança de energia, protecção do ambiente e instalações sem barreiras arquitectónicas. Com vista a aumentar a capacidade de cargo dos diversos meios de transporte e a integração dos diversos sistemas, algumas estações possuem a função de interface de ligação com meios de transporte público, serão construídos parques de estacionamento público junto das estações para fins de estacionamento e interface de ligação (serão no total 11 parques: 6 serão construídos em Macau, 5 serão na Taipa).
Após 45 dias da consulta pública, em Outubro do mesmo ano, o Governo da RAEM anunciou a sua decisão de construir a primeira fase do sistema de metro ligeiro; em Novembro de 2007, o Governo criou o Gabinete para as Infra-estruturas de Macau (GIT), que se encarrega de coordenar a concepção e construção do sistema de metro ligeiro, assim como as disposições de funcionamento do futuro sistema de metro ligeiro.

### Solução de Implementação de 2009
A Solução de Implementação de 2009 para a 1.ª fase do Sistema de Metro Ligeiro foi publicada em Outubro de 2009 pelo Gabinete para as Infra-estruturas de Transportes, na qual ficou fixado que o número total de estações era de 21. Tendo em consideração a paisagem referente ao Património Mundial de Macau e a reserva dos terrenos destinados à articulação ferroviária subterrânea da futura 2.ª fase do Metro Ligeiro, a estação da Barra passou a ser subterrânea, tendo sido alargada a respectiva dimensão, de modo a conjugar com o centro modal de transportes que serve como meio de ligação dos transportes entre Macau e as regiões vizinhas. Paralelamente, o traçado desde a Barra até ao segmento dos Lagos Nam Van e Sai Van passou a ser em túnel, sendo que a estação do Lago Sai Van é subterrânea e a do Lago Nam Van é à superfície. De acordo com o posicionamento da cidade de Macau e as necessidades decorrentes da integração regional ao nível do tráfego, prevê-se na presente solução que a capacidade máxima de transportes dos passageiros, por hora e por direcção, irá aumentar progressivamente, de 7 800 pessoas na fase inicial da operação até 14 100 pessoas em 2020.
No futuro, o Metro Ligeiro de Macau e a ferrovia interurbana Guangzhou-Zhuhai articular-se-ão através da ligação directa Flor de Lótus – Hengqin (Ilha da Montanha), ligando-se assim às redes ferroviárias interurbanas de alta velocidade do país, para que Macau e todas as regiões do país possam ficar inter-ligadas entre si.
Por outro lado, o Concurso Público Internacional para o Fornecimento do Sistema e Material Circulante para a 1.ª Fase do Sistema de Metro Ligeiro teve lugar em Dezembro de 2009.

### O desenvolvimento do projecto dos segmentos em 2010
O trabalho de implementação da 1.ª fase do Sistema de Metro Ligeiro entrou progressivamente numa fase substancial. Relativamente aos três segmentos da Taipa – “Segmento do Centro da Taipa”, “Segmento do Cotai” e “Segmento do Posto Fronteiriço da Taipa” – o trabalho do projecto do traçado e das estações desenvolveram-se plenamente em 2010, cabendo a empresas de consultadoria profissionais de Macau proceder aos respectivos projectos, introduzindo neste processo especialistas experientes na área de projecto ferroviário, com vista a permitir ao sector local aprender com as tecnologias e experiências de várias regiões, em prol dos futuros trabalhos de construção do Metro Ligeiro e do desenvolvimento a longo prazo do sector de arquitectura de Macau.
Os trabalhos referentes ao Concurso Público Internacional para o Fornecimento do “Sistema e Material Circulante da 1.ª fase do Sistema de Metro Ligeiro de Macau” também foram impulsionados ordenadamente. Até ao mês de Abril em que o prazo para a recolha das propostas terminara, havia 3 empresas no total que vieram a participar no concurso. Consequentemente, desenvolveram-se os trabalhos de selecção e avaliação.
Por outro lado, foi celebrado em 2010 um Memorando de Cooperação para a Assistência Técnica entre o Projecto do Metro Ligeiro de Macau e o Interior da China entre o Gabinete para as Infra-estruturas de Transportes e o Departamento de Desenvolvimento Urbano do Ministério da Habitação e do Desenvolvimento Urbano e Rural do país. Além disso, foi constituída uma delegação para fazer uma visita a Hong Kong, com vista a fomentar a cooperação e a troca de opiniões nas áreas de construção e operação de transporte ferroviário, bem como de articulação ao nível da política e do sistema jurídico, e a preparar-se bem para os futuros trabalhos.

### O arranque oficial das obras em 2011
Foi celebrado no dia 3 de Março de 2011 o Contrato de adjudicação do “Sistema e Material Circulante da 1.ª fase do Sistema de Metro Ligeiro de Macau” entre o Governo da RAEM e a empresa Mitsubishi Heavy Industries, o que assinala o arranque integral das obras relativas à fabricação do sistema e do material circulante do Sistema de Metro Ligeiro de Macau. Tendo em conta a promoção da participação comum dos cidadãos nas fases distintas do projecto do Metro Ligeiro e depois de a entidade que fabrica as carruagens ter apresentado os modelos referentes aos projectos do aspecto exterior das carruagens do Metro Ligeiro de Macau, a “Exposição do Projecto sobre o Aspecto Exterior das Carruagens do Metro Ligeiro de Macau” foi realizada pelo Gabinete para as Infra-estruturas de Transportes em Setembro de 2011, tendo sido atraída a participação de 28 mil cidadãos, aproximadamente, sendo que o modelo “Ocean Cruiser” passou a ser o projecto das carruagens do Sistema de Metro Ligeiro de Macau.
Sendo o Parque de Materiais e Oficinas do Metro Ligeiro o “coração” do Sistema de Metro Ligeiro de Macau, deu-se em Setembro do mesmo ano ao início da obra de construção das respectivas fundações, o que assinala o desenvolvimento oficial das obras de construção civil do Projecto do Metro Ligeiro. Além disso, a fim de auscultar as opiniões dos cidadãos sobre o projecto de construção civil de cada segmento do Metro Ligeiro, foram realizadas em 2011 pelo Gabinete para as Infra-estruturas de Transportes apresentações públicas respectivamente para os trabalhos do Projecto de Execução do “Segmento do Centro da Taipa”, do “Segmento do Cotai” e do “Segmento do Posto Fronteiriço”, dando-se o conhecimento aos cidadãos sobre os aspectos reais das futuras estações através de perspectivas e maquetas.

### O início da execução em grande dimensão em 2012
O projecto do Metro Ligeiro de Macau entrou oficialmente na fase de execução em grande escala em 2012, tendo sido realizada respectivamente em Fevereiro e Junho, a cerimónia de lançamento da primeira pedra da obra de construção do “Segmento do Centro da Taipa” e a do “Segmento do Cotai” e do “Segmento do Posto Fronteiriço”. A partir daí, deram-se início sucessivamente às obras dos três segmentos, o que assinala o desenvolvimento integral das obras do Metro Ligeiro relativas ao traçado da Taipa.
Tendo em consideração a vasta área de execução das obras do Metro Ligeiro, o conceito de colocação da vedação, a título experimental, foi introduzido pelo Gabinete para as Infra-estruturas de Transportes nos segmentos que sofriam maiores impactos no trânsito, fazendo com que os utentes rodoviários adoptassem as medidas rodoviárias ajustadas, tendo-se recolhido opiniões dos cidadãos para que os planos associados à colocação da vedação oficial fossem aperfeiçoados. A par disso, com o objectivo de responder e tratar de forma atempada as consultas ou opiniões relativas às obras do Metro Ligeiro, foi inaugurado em Maio a “LRT Zone - Estação de Contacto do Metro Ligeiro, na Taipa”, que visa fomentar a comunicação com a comunidade, aumentar o nível de transparência da execução das obras em geral, bem como minimizar os impactos resultantes das obras em causa.
A maqueta da carruagem do modelo “Ocean Cruiser” à escala 1:1 foi transportada para Macau em meados de 2012 pelo fornecedor das carruagens. Para o efeito, o Gabinete para as Infra-estruturas de Transportes realizou de Junho a Julho na Praça do Lago Sai Van a “Exposição da Maqueta à escala 1:1da Carruagem do Comboio do Metro Ligeiro de Macau”, para apresentar o projecto interior e as peças da carruagem. No decurso desta actividade procedeu-se, aleatoriamente, ao inquérito por questionários para recolher as opiniões dos cidadãos sobre o uso das instalações da carruagem, permitindo assim às equipas técnicas profissionais e ao fornecedor das carruagens ter como referência e adoptar essas opiniões, para que o projecto da carruagem fosse optimizado.

### Ano de 2013 Erguem-se do solo os pilares do viaduto
Em 2013, a Linha da Taipa do Metro Ligeiro com 9,3 km de comprimento registou o desenvolvimento integral nos seus trabalhos de construção depois de ter acabado a vedação de estaleiros da primeira fase, tendo sido iniciada a construção de pilares e aduela de lançamento do viaduto nalgumas vias principais. Com a conclusão dos primeiros três pilares e da primeira aduela de lançamento da Linha da Taipa respectivamente nos segundo e terceiro trimestres de 2013, assinalou-se que a execução de obras do Metro Ligeiro avançou para a fase da construção de superstrutura. Ao mesmo tempo, deu-se oficialmente, em 2013, o início à fabricação em série das peças pré-fabricadas.
Face à Linha da Península de Macau, atendendo às oportunidades trazidas pelos rápidos desenvolvimentos e mudanças sócio-economicos verificados nos últimos anos em Macau, e pela autorização concedida ao ajustamento da área dos Novos Aterros Urbanos, o Governo incumbiu a equipa técnica de consultoria de proceder ao estudo para discutir as diversas possibilidades do Segmento Sul da Linha da Península de Macau do Metro Ligeiro.
Com a confirmação do projecto de execução de comboios e sistemas, entrou-se na fase de fabricação de comboios. A primeira carruagem viu finalizada a sua montagem em 2013, sendo submetida aos ensaios na fábrica.

### Ano de 2014 Arranque integral da elevação e montagem do viaduto
À medida que foi progressivamente ultimada a construção das fundações em estacas e pilares do viaduto da Linha da Taipa do Metro Ligeiro, o trabalho da elevação e montagem das peças pré-fabricadas do viaduto teve o início no primeiro trimestre de 2014, na Rotunda do Aeroporto, simbolizando assim a entrada na nova etapa da construção do Metro Ligeiro; em paralelo, Tendo desenvolvido gradualmente o trabalho de construção das estações existentes ao longo da Linha da Taipa, entre as quais, acabou primeiramente, em 2014, a estrutura principal do Terminal Marítimo da Taipa.
No que se respeita à Linha da Península de Macau, para o traçado do Segmento Sul, compreendido entre a Estação de Lótus Dourado e a Estação da Barra, vai adoptar-se o traçado elevado da Avenida 24 de Junho; e para o traçado do Segmento Norte que vai desde a zona Norte da Estação de Lótus Dourado até à Estação das Portas do Cerco, foi lançada a consulta pública num período de 90 dias, em relação às três soluções de traçado, tendo como objectivo reunir, no seio da sociedade, um consenso e escolher uma solução de traçado propícia.
Por outro lado, os comboios e subsistemas do Metro Ligeiro encontram-se na fase da fabricação em série. As primeiras 110 carruagens, que têm concluída a sua montagem, são submetidas a uma série dos ensaios rigorosos na fábrica para assegurar que o desempenho dos comboios e equipamentos relevantes satisfaçam os padrões previstos

### Ano de 2015 A Linha da Taipa tem a forma embrionária cada vez mais visível
Em 2015, a Linha da Taipa do Metro Ligeiro viu concluída a elevação e montagem do viaduto de cerca de 4 km, tendo sido ligado, em primeiro lugar, o viaduto compreendido entre a Estação de Oceano e a Estação de Jockey Clube; na sequência do pleno desenvolvimento da execução de obras da estrutura principal das 11 estações, é possível constatar a forma embrionária das estações.
Olhando para a Linha da Península de Macau, o Segmento Sul continua a encontrar-se na fase de alteração ao projecto; e o resultado da consulta do traçado do Segmento Norte será divulgado em meados deste ano. Entre as três soluções de traçado do Segmento Norte, o Traçado Marginal obteve o maior apoio no seio da sociedade, pelo que o Governo vai proceder posteriormente a um estudo técnico para reduzir impactos causados ao trânsito durante o período de construção.

### Conclusão da ligação da Linha da Taipa no ano de 2016
Em 2016, o viaduto da Linha da Taipa do Metro Ligeiro, com o comprimento total de 9,3 km, e os trabalhos de construção das suas 11 estações já se encontram praticamente concluídos. Ao mesmo tempo, a empreitada de construção da superstrutura do Parque de Materiais e Oficina do Metro Ligeiro também voltou a arrancar no 3.º trimestre, seguidamente, deu o início da execução de grande escala, a fim de atingir o objectivo de entrar em funcionamento da Linha da Taipa em 2019. O Governo também publicou, em 2016, que o orçamento global relativo à Linha da Taipa era de 11 mil milhões de patacas.
O Governo também irá dar a prioridade à construção da Estação da Barra e da Linha Seac Pai Van. Relativamente ao traçado concreto da Linha da Península de Macau, ainda tem que proceder à revisão.

### Chegada a Macau da primeira série dos comboios para proceder ao ensaio em 2017
Em 2017, a Linha da Taipa do Metro Ligeiro entrou na fase de instalação dos equipamentos do sistema de comboio, e a empreitada de construção da superstrutura do Parque de Materiais e Oficina já se encontra em execução acelerada em grande escala. No quarto trimestre, a primeira série constituída por quatro carruagens e dois veículos de manutenção exclusivos chegaram a Macau, tendo sido iniciados de imediato os trabalhos de ensaio do sistema. Ao mesmo tempo, já iniciou os trabalhos preparatórios de operação, incluindo a criação da empresa concessionária de operação do Metro Ligeiro e o lançamento da consulta pública sobre a «Lei do Sistema de Transporte de Metro Ligeiro», por forma a coordenar-se com o objectivo da entrada em funcionamento da Linha da Taipa em 2019.
A empreitada de construção preliminar da Estação da Barra teve início no quarto trimestre para se estender o serviço do Metro Ligeiro até à Península de Macau na próxima fase, o projecto da Linha Seac Pai Van e os seus trabalhos preparatórios estão a ser desenvolvidos de forma ordenada.

### Avanço no ensaio do sistema da Linha da Taipa em 2018
Em 2018, a Linha da Taipa do metro ligeiro com 9,3 km de comprimento e os trabalhos de instalação do sistema e equipamentos do Parque de Materiais e Oficina foram praticamente concluídos, todas as 110 carruagens chegaram a Macau no prazo previsto, estando os trabalhos de ensaio do sistema a decorrer de forma ordenada. Ao mesmo tempo, para além de intensificar os preparativos da operação do metro ligeiro, a “Lei do Sistema de Transporte de Metro Ligeiro” já foi também submetida à apreciação da Assembleia Legislativa no 4.º trimestre.
No que diz respeito à extensão da rede do metro ligeiro, foi basicamente finalizada a empreitada de construção preliminar da Estação da Barra do Metro Ligeiro no 2.º semestre de 2018, seguindo-se de imediato o início da empreitada de construção principal da estação; a empreitada de construção preliminar da Linha Seac Pai Van está a ser desenvolvida de forma progressiva. Por outro lado, o estudo da Linha Leste do metro ligeiro teve início no ano de 2018.

## Operação

### Inauguração da Linha da Taipa
O Linha da Taipa, a primeira linha, foi inaugurada a 10 de dezembro de 2019.
A linha de trânsito rápido tem um percurso em forma de U dentro da ilha da Taipa e liga actualmente 11 estações; está em construção uma ligação à Península de Macau. A linha passa pelas freguesias: São Lourenço, Freguesia de Nossa Senhora do Carmo e Zona do Aterro de Cotai.
No dia 8 dezembro 2023, foi inaugurada oficialmente a ligação de 3.4 km à Estação da Barra, na Península de Macau. 

## Características do Metro Ligeiro

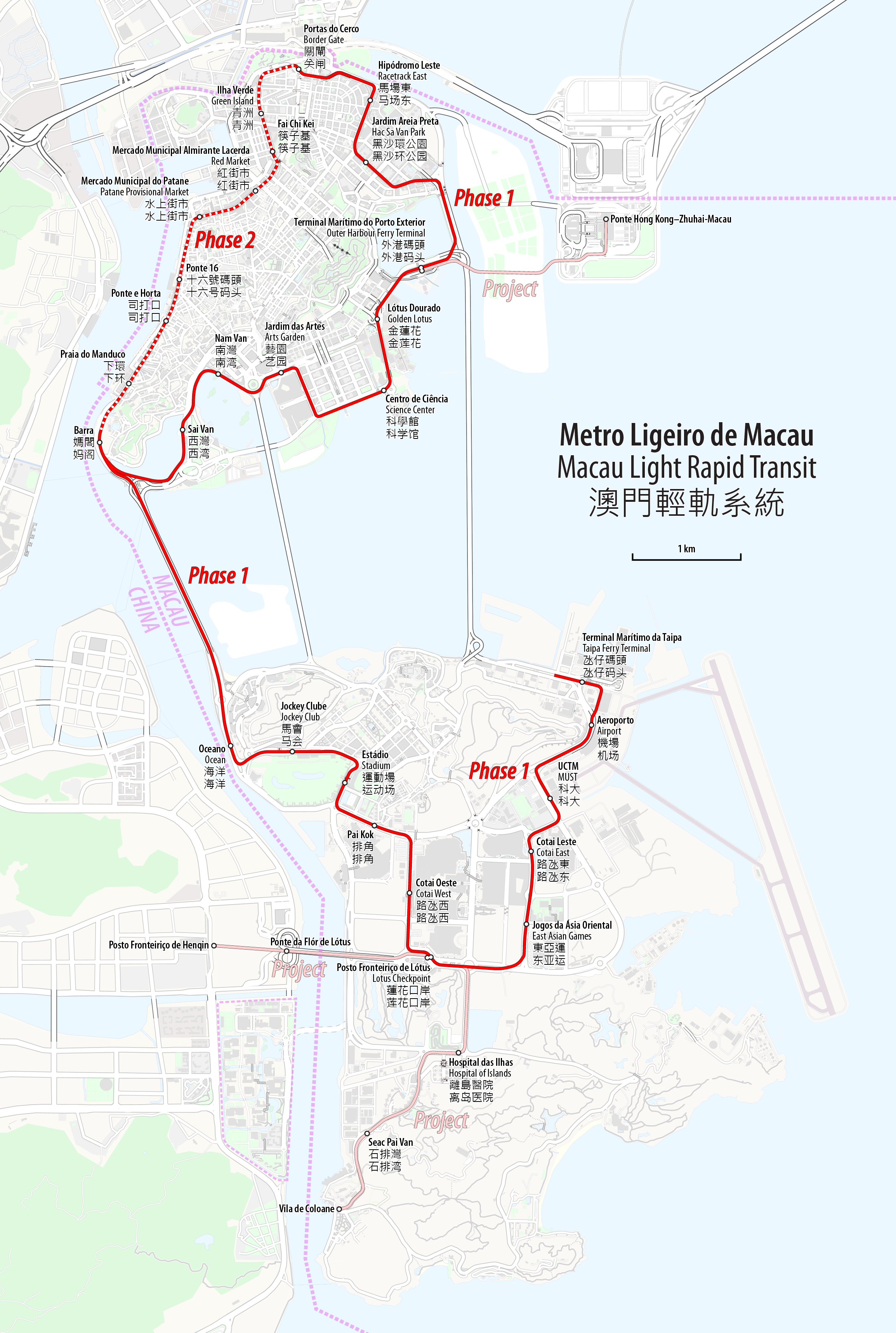
Metro Ligeiro de Macau

### Características de Metro Ligeiro -  Conveniência, Protecção do Ambiente, Ausência de barreiras arquitectónicas
O sistema de metro ligeiro é um meio de transporte colectivo verde com baixa emissão de carbono, é a força motriz para o desenvolvimento sustentável de Macau, a nível económico e ambiental, potenciando o desenvolvimento da região, ao mesmo tempo promovendo a circulação de pessoas numa cidade e entre diferentes regiões. Em comparação com outros meios de transporte, o sistema de metro ligeiro sem emissões de poluentes fornece maior capacidade de transporte do que os autocarros; o modelo de operação de separação completa de caminho e de viaduto assegura a fiabilidade, rapidez e segurança do sistema; tendo em consideração as necessidades de mobilidade de diferentes utentes, os sistemas introduz várias instalações sem barreiras arquitectónicas, oferecendo-lhes mais conveniências.

### Conveniência
Os serviços convenientes de transportes rodoviários podem cobrir a maior parte das áreas urbanas, e criar condições para ligar aos transportes terrestres das regiões vizinhas, promovendo a integração regional. À medida que as redes rodoviárias se estabelecem, contribuem para estreitar a ligação entre diferentes áreas, para que a circulação de pessoas se torne mais livre e para que os transportes rodoviários sejam mais competitivos face aos desafios decorrentes do desenvolvimento regional e internacional.

### Protecção do Ambiente
A emissão de gases de escape por veículos é uma das maiores causas da poluição ambiental do mundo, o que agrava continuamente o problema do aquecimento global, os veículos particulares movidos em combustível são grandes consumidores de energia. Em contrapartida, o sistema de metro ligeiro tem direito exclusivo de estradas, é rápido e pontual, mas também tem grande capacidade de transporte. O sistema é movido em energia eléctrica além de possuir as características de zero emissões de poluentes, desempenha o papel de artéria principal de meios de transporte público, transporta efectivamente uma grande quantidade de passageiros, até pode atrair alguns motoristas a deixarem de utilizar veículos particulares, incluindo carros ou motociclos, como também poupar energia e reduzir os efeitos das emissões.

### Ausência de barreiras arquitectónicas
O transporte ferroviário além de ser um meio de transporte público amigo do ambiente que traz conveniências aos residentes e turistas, oferece um ambiente sem barreiras arquitectónicas aos portadores com vários tipos de dificuldade de mobilidade. Através das concepções de disposições arquitectónicas, serão colocados instalações sem barreiras arquitectónicas, como elevadores, rampas, pisos tácteis direccionais, sinalização, faixas de sinalização, que facilitarão o acesso dos idosos e das pessoas reabilitadas ao sistema de metro ligeiro. As instalações sem barreiras arquitectónicas oferecerão também um ambiente confortável e conveniente aos passageiros em geral, bem como serviços de transporte público seguros e rápidos.